# Ernest Simoncini
Ernest Simoncini, né à Gossens en 1899 et mort le 22 janvier 1973, est un enseignant et chef de chœur vaudois.

## Biographie
Ernest Simoncini passe sa jeunesse à Vevey et en Italie, où il effectue une partie de ses études.
Directeur de chœur depuis les années 1920 à Lausanne, il dirige de nombreuses formations comme le Chœur mixte de Lausanne, le Chœur mixte romand et l'Union chorale de Lausanne. Malgré cette grande activité, il reste avant tout attaché à la dimension pédagogique de la musique, et fonde à cet effet, en 1931, l'Académie Sainte-Cécile, à l'Avenue de la Gare à Lausanne. Entouré de professeurs de chant, de piano et de violon, il s'y réserve l'enseignement de l'histoire de la musique, de l'harmonie et du contrepoint, jusqu'à ce que la guerre et la mobilisation ne lui enlèvent ses élèves et ne le condamnent à fermer son Académie. L'histoire veut qu'il ait, par philanthropie et amour des belles notes, accepté bon nombre d'élèves sans le sou.
La fermeture de l'Académie Saint-Cécile de Lausanne ne condamne pas le pédagogue qu'il est, puisqu'il enseigne ensuite le chant et la musique à l'École normale de musique de Lausanne, aux Conservatoires de Vevey et de Montreux, ainsi qu'au Collège de l'Élysée à Lausanne. À partir de l'après-guerre, il se consacre essentiellement à cette tâche, ainsi qu'à ses activités de critique de musique, d'art et de cinéma, notamment pour la Radio suisse romande, pour laquelle il enregistre également de nombreuses causeries musicales. En tant que compositeur, il écrit quelques pièces pour chœur qui louent les beautés du Pays de Vaud, comme Salut au pays pour chœur à quatre voix, ou Mon pays, pour chœur de femmes a cappella à trois voix.

## Sources
- « Ernest Simoncini », sur la base de données des personnalités vaudoises sur la plateforme « Patrinum » de la Bibliothèque cantonale et universitaire de Lausanne.
- Burdet, Jacques, La Musique dans le canton de Vaud : 1904-1939, Lausanne, Éditions Payot, 1983, p. 750-151
- "L'Académie Ste-Cécile", Feuille d'avis de Lausanne, 1931/08/21
- "Musicien connu des lausannois, Ernest Simoncini n'est plus", 24 heures - Feuille d'avis de Lausanne, 1973/01/24
- "Mort d'un musicien lausannois", Tribune-Le Matin, 1973/01/26.